# ウィリアム・マイケル・ルーク
ウィリアム・マイケル・ルーク（William Michael Rooke, 1794年9月29日 - 1847年10月14日）は、アイルランドのヴァイオリニスト、作曲家。

## 生涯
ルークはダブリンのサウス・グレート・ジョージ通りに生まれた。1815年から1817年の間、彼はマイケル・ウィリアム・バルフの指導を行っていた。1817年から1823年には合唱指揮者、そしてダブリンのあるオーケストラの団員を務めたルークは、処女作となるオペラ「Amilie, or the Love Test」を作曲した。しかし、この作品は1837年にロンドンのロイヤル・オペラ・ハウスで上演されるまで日の目を見ることはなかった。バルフも、1838年のダブリン公演ではこのオペラの舞台に上がっている。
1821年、ルークはイングランドに移住した。バーミンガムやロンドンで何度も仕事をこなし、1830年から1833年にはロンドンのヴォクソール・ガーデンズでオーケストラを率いた。彼はロンドンで没している。
ルークのオペラ「Henrique」（1839年）は失敗に終わっており（興行主だった俳優のウィリアム・マクレディーと口論になったために公演中止になった可能性もある）、他の作品では「Cagliostro」や「The Valkyrie」がいまだに上演されないままとなっている。
ルークはブロンプトン墓地に眠っている。